# Schlund (Welzbach)
Der Schlund ist der linke von drei Mündungsarmen des Welzbachs in die Tauber bei Werbach und Hochhausen im baden-württembergischen Main-Tauber-Kreis.

## Verlauf
Der auf der Achse seines dort westsüdwestlich ziehenden Tales fließende Welzbach teilt sich etwa 200 Meter vor der Werbacher Weidenmühle an einem Streichwehr in zwei Zweige.
Der rechte Zweig, weiterhin Welzbach genannt, fließt in Stauhöhe des Wehrs ab zur Mühle, und wendet sich dann am Übergang ins Taubertal um etwa 90° nach rechts, streift den Ortsrand von Werbach und mündet nach langem, fast parallelem Lauf neben der Tauber als unterster Mündungsarm des Welzbachs in sie. Von Welzbach geht der mittlere recht kurze Teilungsarm Schleifgraben links ab.
Der linke Teilungsarm Schlund führt den Überlauf des Streichwehrs kürzer und in Fortsetzung der Richtung des unteren Welzbachtal zur Tauber. Er fließt zunächst von Gehölz begleitet und stark begradigt zwischen der Flur Bei der Weidenmühle auf seiner linken Seite und der Flur Schaftrieb auf der rechten durch Felder und Wiesen und unterquert eine alte Steinbrücke. Bei der Flur Lache kreuzt er die L 506, läuft dann gut einen halben Kilometer zwischen den Fluren Rosenmark im Norden und Kannenmark im Süden und mündet gegenüber von Hochhausen auf einer Höhe von etwa 169 m ü. NHN von rechts in die dort aus Süden heranziehende Tauber.
Der Schlund liegt etwa 2 bis 3 Meter tiefer als der Welzbach-Arm. Dieser Umstand, sein augenscheinlich großes Gefälle und seine Laufrichtung in Fortsetzung der Talrichtung des Welzbachs sprechen dafür, dass er etwa der Trasse des alten Welzbachlaufs vor dem Bau des Streichwehrs folgt. Dies wird auch von Aussagen Einheimischer bestätigt. Der höher abgehende rechte Unterlauf Welzbach wurde vermutlich zur Wiesenbewässerung oder zum Antrieb früherer Wassermühlen künstlich angelegt.